# 岩波講座 現代数学の展開
岩波講座 現代数学の展開（いわなみこうざ げんだいすうがくのてんかい）は、岩波書店から分冊形式で出版された数学書のシリーズ。同講座の「現代数学への入門」「現代数学の基礎」から続く岩波講座現代数学シリーズの第3弾にあたる。 後に【「岩波講座　現代数学の展開」から生まれた単行本】として単行本化された。

## 構成
全12巻23分冊で構成され、1998年から2008年に渡り刊行された（分冊10は未刊行）。
巻数、書名、著者は以下の通りである。
1. 代数解析概論：柏原正樹
2. 特異摂動の代数解析学：河合隆裕・竹井義次
3. 無限次元Lie環：脇本実
4. ホロノミック量子場：神保道夫
5. 多変数複素解析：大沢健夫
6. 散乱理論：井川満
7. 非線型問題1：西浦廉政
8. 非線型問題2：田中和永
9. 確率解析：重川一郎
10. （Weil予想とエタールコホモロジー）
11. Fermat予想1：斎藤毅
12. Fermat予想2：斎藤毅
13. モジュライ理論1：向井茂
14. モジュライ理論2：向井茂
15. モジュライ理論3：上野健爾・清水勇二
16. 双有理幾何学：Janos Kollar・森重文
17. 指数定理1：古田幹雄
18. 指数定理2：古田幹雄
19. 離散群：大鹿健一
20. 非線型問題と複素幾何学：中島啓
21. シンプレクティック幾何学：深谷賢治
22. 場の理論とトポロジー：河野俊丈
23. 特性類と幾何学：森田茂之
24. 一般コホモロジー：河野明・玉木大

## 「現代数学の展開」から生まれた単行本
- 代数解析概論：柏原正樹
- 特異摂動の代数解析学：河合隆裕・竹井義次
- 無限次元リー環：脇本実
- 多変数複素解析：大沢健夫
- 散乱理論：井川満
- 非平衡ダイナミクスの数理：西浦廉政
- 変分問題入門：田中和永
- 確率解析：重川一郎
- フェルマー予想：斎藤毅
- モジュライ理論1：向井茂
- モジュライ理論2：向井茂
- 複素構造の変形と周期：上野健爾・清水勇二
- 双有理幾何学：Janos Kollar・森重文
- 指数定理：古田幹雄
- 離散群：大鹿健一
- 非線型問題と複素幾何学：中島啓
- シンプレクティック幾何学：深谷賢治
- 場の理論とトポロジー：河野俊丈
- 特性類と幾何学：森田茂之
- 一般コホモロジー：河野明・玉木大